# Ghiacciaio Rogstad
Il ghiacciaio Rogstad è un ghiacciaio situato sulla costa della Principessa Marta, nella Terra della Regina Maud, in Antartide. Il ghiacciaio, il cui punto più alto si trova a circa 1880 m s.l.m., si trova in particolare nei monti Sverdrup, dove fluisce verso nord-est scorrendo lungo il versante settentrionale del monte Isingen.

## Storia
Il ghiacciaio Rogstad è stato fotografato per la prima volta durante ricognizioni aeree effettuate nel corso della Spedizione Nuova Svevia, 1938-39, ed è stato poi mappato da cartografi norvegesi grazie a fotografie aeree scattate nel corso della spedizione NBSAE (acronimo di "Spedizione antartica Norvegese-Britannico-Svedese"), 1949-52, e della sesta spedizione antartica norvegese, 1956-60. La formazione è stata poi così battezzata in onore di Egil Rogstad, capo degli operatori radio della missione NBSAE.